# Roquepine
Roquepine (phát âm tiếng Pháp: [ʁɔkpin]; tiếng Occitan: Ròcapina) là một xã thuộc tỉnh Gers trong vùng Occitanie tây nam nước Pháp. Xã này có độ cao trung bình 215 mét trên mực nước biển.

## Vị trí địa lý

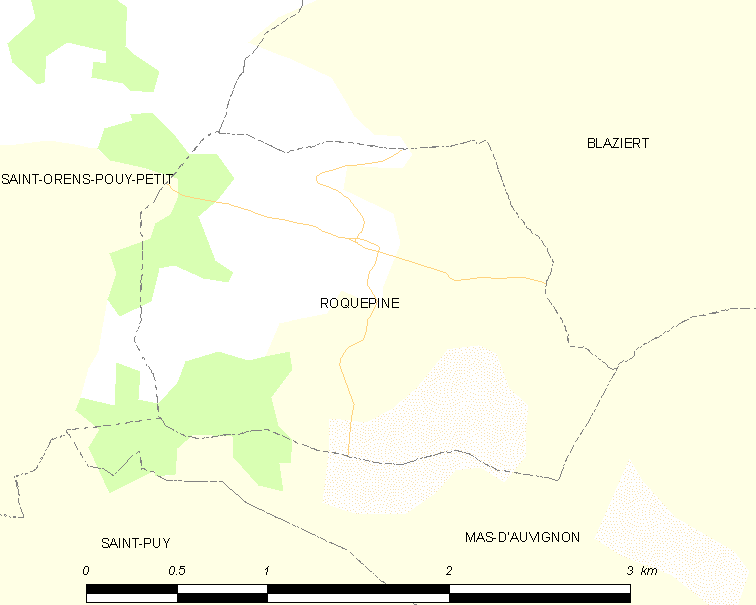
Roquepine và các xã xung quanh